# Schloss Moosham (Mintraching)
Das Schloss Moosham, auch Schlössl genannt, ist ein abgegangener Edelsitz am Ortsrand von Moosham in der oberpfälzischen Gemeinde Mintraching in Bayern. Die ehemalige Anlage wird als Bodendenkmal unter der Nummer D-3-7039-0268 mit der Beschreibung „Archäologische Befunde des Mittelalters und der frühen Neuzeit im Bereich des ehem. Schlosses von Moosham.“ geführt. Als Baudenkmal D-3-75-170-19 existieren Gutshaus und Scheune des ehemaligen Landsassengutes aus dem 17. Jahrhundert.

## Geographie
Das Wasserschloss lag im gleichnamigen Ort und der gleichnamigen Gemarkung in der Gemeinde Mintraching. Es befand sich in westlicher Ortsrandlage, sowohl 300 Meter von der Pfatter als auch von der Ortskirche St. Petrus und Klemens entfernt.

## Geschichte
Die Ursprünge des Schlosses liegen im Dunkeln. Das Schloss wird 1309 im Besitz eines Chunradus de Munderching genannt, was darauf hindeutet, dass die Mintrachinger, mit ihrem Stammsitz im Oberen Schloss Mintraching, das Schloss erbauten.
Später gelangte das Schloss kurzzeitig in den Besitz der Herzöge von Straubing und schließlich, wie das Obere Schloss Mintraching, an die Lerchenfelder. 1830 wurde das Schloss verkauft und 1851 abgebrochen und zugunsten eines größeren Stadels überbaut.

## Beschreibung

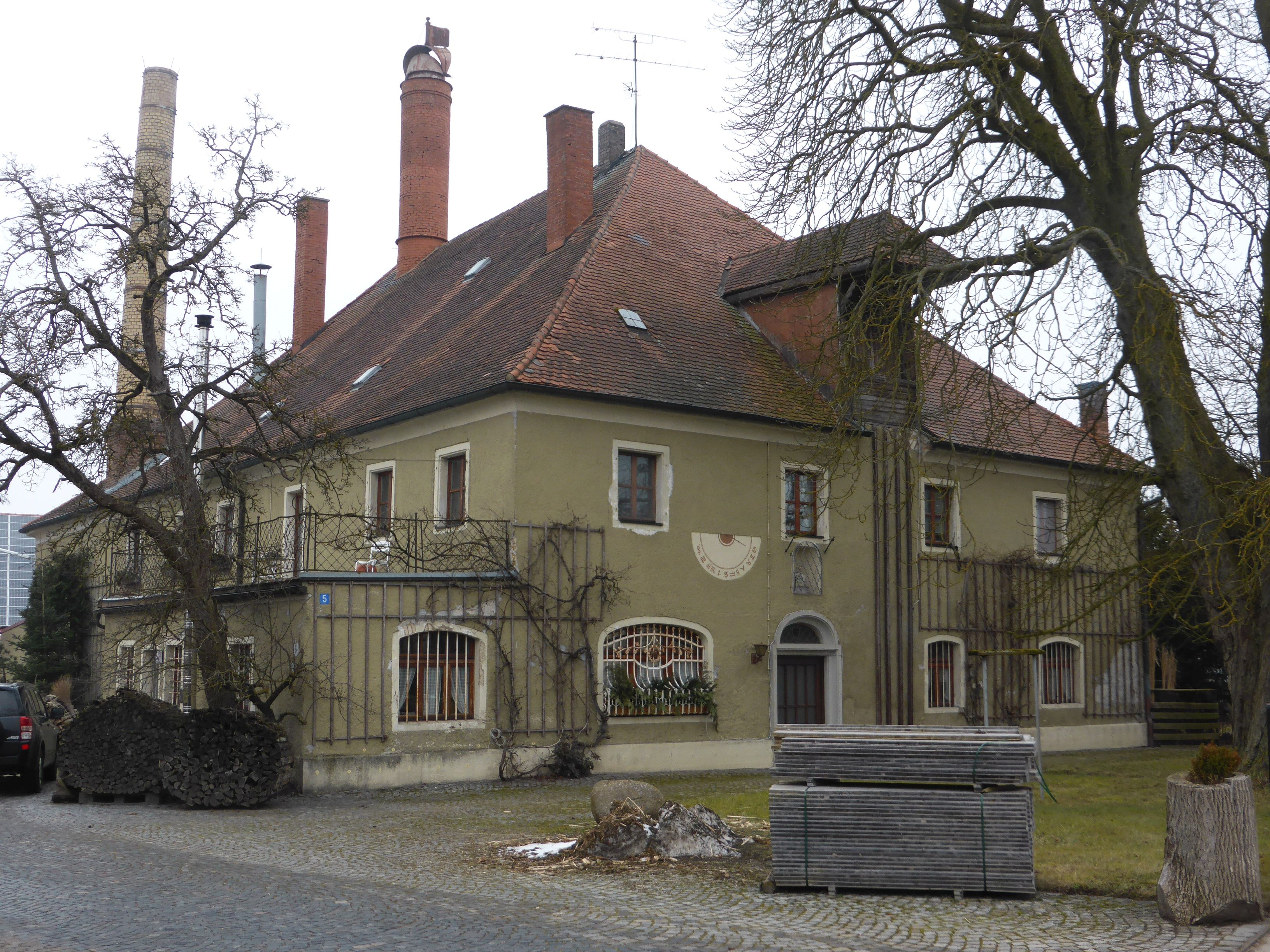
Ehemaliges Landsassengut, später Brauerei von Moosham

Das Schloss war laut Philipp Apian ein zweigeschossiger Wohnturm mit umfassender Ringmauer und sieben Meter breitem Burggraben. Wann der Turm zum Schloss ausgebaut wurde, ist unklar. Das Schloss war ein ebenfalls zweigeschossiger hoher Satteldachbau mit Treppengiebel und Treppenturm.